# Стамболов мост
Стамболовият мост над река Янтра във Велико Търново, наименуван в чест на видния търновчанин Стефан Стамболов, е построен в края на XIX век. Бидейки част от много модерно за времето мостово и железопътно съоръжение в Търново, състоящо се от 2 тунела, 2 железопътни и 1 пешеходен мост – Стамболовия, той е уникален в техническо отношение. Започнат е да се строи в 1892 година. Има спорове кога точно е пуснат в експлоатация – в 1899, 1900 или 1904 година.
Участие в изграждането му взема виенската фирма за метални леярски изделия „Рудолф Филип Вагнер“ – същата построила Орлов и Лъвов мост в София и Желязната църква в Цариград. За строежа му е била използвана изцяло изградена дървена конструкция – скеле, изработено от търновския майстор-строител Стоян Герганов (1865 – 1906). Звената са подавани поотделно. На специални огнища, поставени на дървената конструкция, нитовете са загрявани на място, а звената – занитвани. В строежа са участвали белгийски, италиански, български специалисти и български работници. Първоначалното архитектурно оформление в горната част на строежа с парапета е извършено от работещия във Велико Търново в края на ХIХ век италиански архитект Джовани Мосути. Мостът е първата крупна проява на модерното европейско мостостроене в България, а като свободна висяща безподпорна конструкция – едно от важните постижения на Балканите.
За първи път този мост се споменава в издадения в 1893 година пътеводител на града, подготвен специално по повод свикването на IV велико народно събрание, заседавало в града от 3 до 17 май 1893 година.
На 24 май 1932 година, 27-годишният пилот Петко Попганчев с впечатляващ полет със самолет ДАР-1А, преминава под свода на Стамболовия мост, прави кръг над града и каца на близкия хълм. Оттогава никой не е успял да повтори този полет.

## Галерия
- Мостът през 30-те години на XX век
- Мостът в наши дни